# Harry Egotak
 (mai 2025).
Harry Egotak (né en 1925 dans les Territoires du Nord-Ouest, à Ulukhaktok, dans la région désignée des Inuvialuit, située au sein de l'Inuit Nunangat et décédé en 2009) est un artiste graphique et graveur, d'origine canadienne Inuvialuit,,. Il est un acteur clé du développement et de la diffusion des techniques de gravure à Ulukhaktok.

## Parcours artistique
Harry commence sa carrière en gravure dans les années 1960. L’une de ses premières œuvres est appelée: « Two Men Hunting a Bear ». Celle-ci a vu le jour en mai 1962, grâce à un pochoir en peau de phoque. De plus, la même année, il confectionna l'estampe « Birth of Jesus », cette estampe était une représentation artistique de la naissance du Christ. On y observait Joseph édifiant une habitation sous forme d’igloo pour protéger Marie et le nouveau-né, Jésus. Elle a été soumise au Canadian Eskimo Arts Council (CEAC), mais fut refusée. La raison derrière ce refus s'explique par le fait que le CEAC a jugé que cette gravure reflétait trop l’influence du missionnaire Henri Tardy et qu’elle ne correspondait pas à sa conception de l’ authenticité  de l’art inuit.
Par la suite, il a poursuivi son travail en tant que graveur pour la coopérative des artistes-graveurs d’Ulukhaktok (Holman Eskimo Co-operative), jusqu’à la fin des années 1980 ,,.

## Expressions artistiques
Egotak explore divers médiums, alliant art graphique, art visuel et gravure. Il fait de la gravure sur pierre, pochoir, lithographie et sur bois, ainsi que du dessin au crayon, à l'encre et au feutre. Dans ses œuvres, on trouve des thèmes appartenant majoritairement aux aspects culturels et quotidiens de la vie de son peuple, les Inuvialuit. Elles montrent souvent des scènes de chasse, de pêche et de construction d’igloos, symboles de son héritage culturel.

## Œuvres principales
Au fil de sa carrière, il produit de nombreuses œuvres, pour ne citez que celles : 
Two Men Hunting a Bear (1962) : l’œuvre illustre deux hommes qui chassent un ours.
Building their Snow House (1962) : cette œuvre illustre deux personnes qui construisent un igloo.
Birth of Jesus (1962) : une gravure sur pierre qui illustre la naissance de Jésus. On y voit la mère de Jésus, Marie, l’enveloppé avec un vêtement traditionnel inuit et Joseph qui construit un igloo pour pouvoir garder la famille au chaud.
Hunting the Muskox (1966) : cette œuvre illustre deux personnes effectuant une chasse au bœuf musqué.

## Exposition
L’exposition Holman: Forty Years of Graphic Art, présenté du 22 mars au 19 août 2001 à Winnipeg, a commémoré quatre décennies d’art graphique dans la communauté d’Ulukhaktok, présentant des créations de 20 artistes locaux, dont certaines étaient l’œuvre d’Harry,. De plus, cette exposition a donné lieu à un catalogue bilingue du même nom. Celui-ci, en plus de regrouper plusieurs estampes et leur description, explore l’évolution artistique de la région.

## Musées et collections publiques
Les réalisations d’Harry Egotak se trouvent dans diverses collections artistiques. Parmi celles-ci, on compte la Carleton University Art Gallery et le Musée des beaux-arts de Winnipeg.